# Janez Jančar
Janez Jančar, slovenski politik, poslanec in strojni ključavničar, * 18. april 1954.

## Življenjepis
Leta 1992 je bil izvoljen v 1. državni zbor Republike Slovenije; v tem mandatu je bil član naslednjih delovnih teles:
- Komisija za poslovnik,
- Komisija za lokalno samoupravo in
- Odbor za notranjo politiko in pravosodje.